# Нино Чавчавадзе
Нино̀ Чавчава̀дзе (на грузински: ნინო გრიბოედოვისა) е грузинска благородничка.
Родена е на 4 ноември (23 октомври стар стил) 1812 година в Цинандали, Грузинска губерния, в семейството на поета и общественик княз Александър Чавчавадзе. През 1828 година, едва петнадесетгодишна, се омъжва за руския писател и дипломат Александър Грибоедов, който е убит малко по-късно по време на мисия в Техеран.
Нино Чавчавадзе умира на 28 юни 1857 година при епидемия от холера в Тифлис.